# CGC Viareggio 1981-1982
Questa voce raccoglie le informazioni riguardanti il CGC Viareggio nelle competizioni ufficiali della stagione 1981-1982.

## Stagione
Nona stagione di Serie A. Campionato di metà classifica. Il tallone d'Achille sono le trasferte.

## Maglie e sponsor
|  | 1ª divisa | 2ª divisa |

## Rosa
| N° | Naz.              | Ruolo | Sportivo           |  |  |  |
| -- | ----------------- | ----- | ------------------ |  |  |  |
| 10 | Italia (bandiera) | P     | Alessandro Pardini |  |  |  |
| 1  | Italia (bandiera) | P     | Lamberto Mazzoni   |  |  |  |
|    | Italia (bandiera) | 3° P  | Jonata Coppola     |  |  |  |
|    | Italia (bandiera) | E     | Mauro Cinquini     |  |  |  |
|    | Italia (bandiera) | E     | Gino Marabotti     |  |  |  |
|    | Italia (bandiera) | E     | Silvano Paoli      |  |  |  |
|    | Italia (bandiera) | E     | Tomei              |  |  |  |
|    | Italia (bandiera) | E     | Alessandro Pagni   |  |  |  |
|    | Italia (bandiera) | E     | Paolo Maggi        |  |  |  |
|    | Italia (bandiera) | E     | Marco Pardini      |  |  |  |
|    | Italia (bandiera) | E     | Crudeli            |  |  |  |